# Astroboa arctos
Astroboa arctos is een slangster uit de familie Gorgonocephalidae.
De wetenschappelijke naam van de soort werd in 1915 gepubliceerd door Matsumoto.